# Sarolta-Kapelle

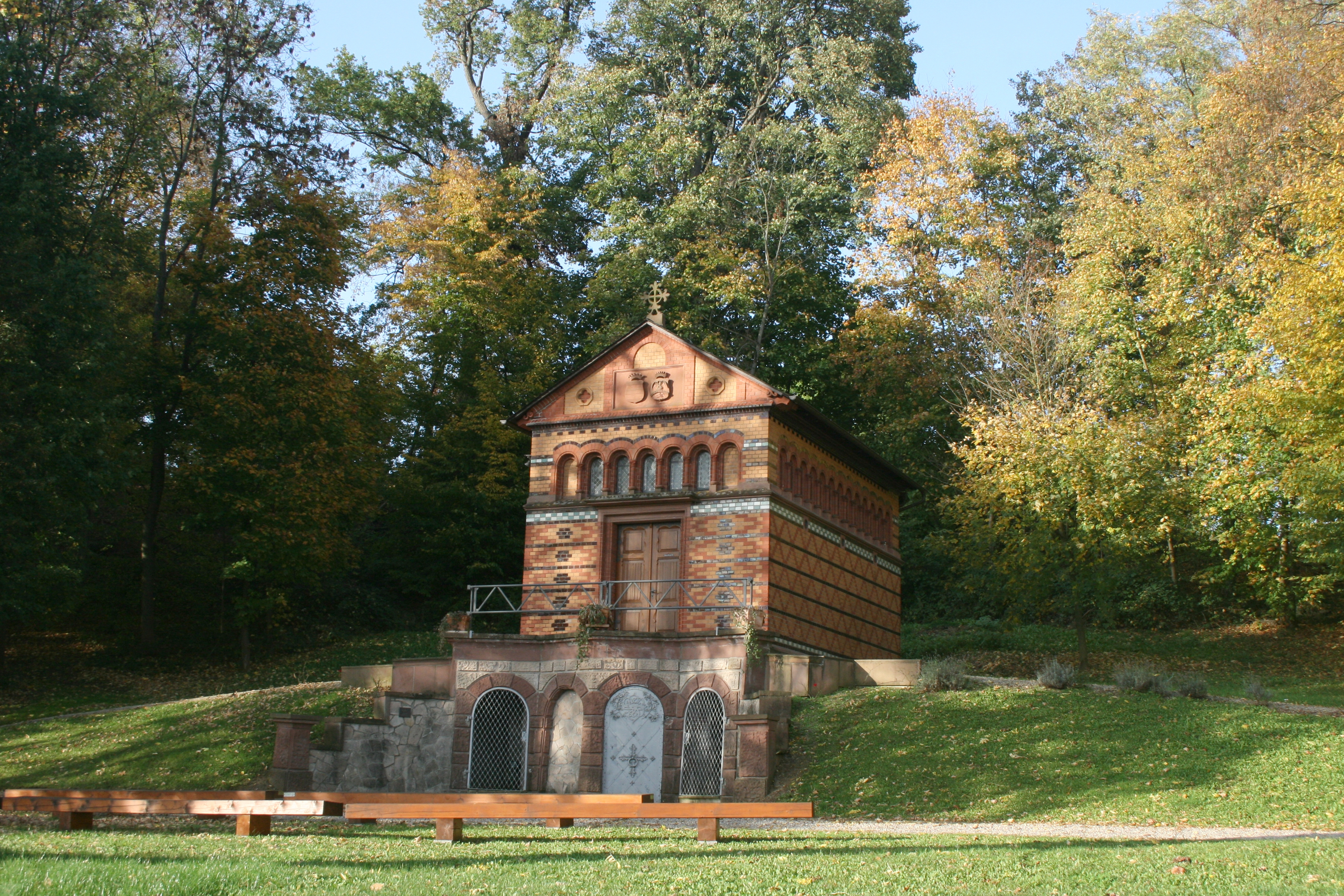
Sarolta-Kapelle in Fränkisch-Crumbach

Die Sarolta-Kapelle ist eine katholische Kapelle im Park beim Schloss in Fränkisch-Crumbach. Sie wurde 1892 von Adolph von Gemmingen (1822–1902) als Mausoleum für seine verstorbene Frau Sarolta Batthyány von Németh-Ujvár (* 18. Januar 1822, † 9. Januar 1892) errichtet. Das Obergeschoss der denkmalgeschützten Kapelle wird für katholische Gottesdienste, Hochzeiten und Taufen benutzt. In der Gruft im Untergeschoss sind der Bauherr und seine Gattin sowie zwei Töchter beigesetzt, außerdem erinnern dort Gedenktafeln an die Kinder des Paars.

## Geschichte

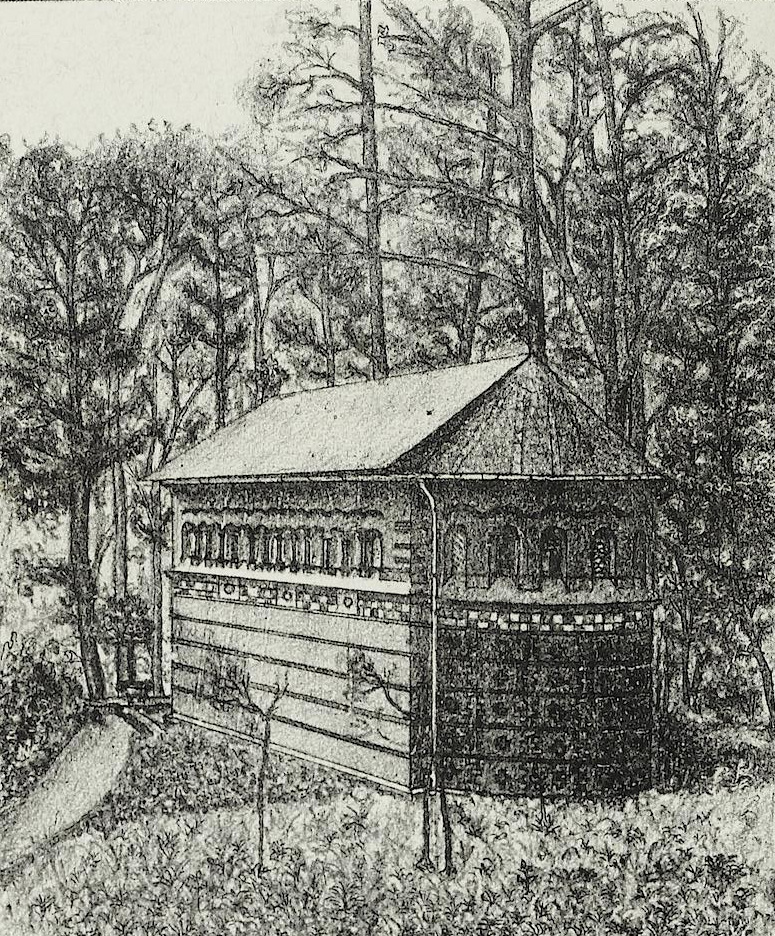
Rückwärtige Ansicht der Kapelle, Zeichnung um 1895

Adolph von Gemmingen hat bei der Teilung vom Erbe seines Vaters Sigmund von Gemmingen-Hornberg zu Treschklingen (1777–1843) Besitz in Fränkisch-Crumbach erhalten. Die Treschklinger Linie der Freiherren von Gemmingen hatte seit dem späten 18. Jahrhundert großen Pachtbesitz in Ungarn. Eine Schwester des Vaters, Maria Anna von Gemmingen (1765–1813), war mit Johann Graf von Batthyány zu Csakany verheiratet. Adolph heiratete 1845 auf Schloss St. Gróth bei Steinamanger Gräfin Sarolta Batthyány von Németh-Ujvár (1823–1892), mit der er dann in Fränkisch-Crumbach lebte. Die Familie verbrachte die Wintermonaten meist in Italien, wo die Gräfin am 9. Januar 1892 in San Remo verstarb. Sie wurde am 17. Januar 1892 im hinteren Teil des Gemmingenschen Parks in Fränkisch-Crumbach beigesetzt. Auf Kosten der Baroninnen Ernstine und Franziska sowie der Freiherren Karl und Sigmund von Gemmingen wurde ihr noch im selben Jahr die Kapelle mit Gruft nach Plänen des bischöflichen Baumeisters Joseph Lukas aus Mainz errichtet. Die Grundsteinlegung war am 18. April 1892, die Weihe durch Bischof Paulus Theodor von Mainz unter Begleitung durch den Darmstädter Hoftheaterchor fand am 15. Oktober 1892 statt. Die Gruft nahm nicht nur den Sarkophag der Gräfin, sondern auch eine Gedenktafel für Sohn Otto auf, der im März 1892 in Kamerun an Malaria verstorben war. Die Kapelle wurde danach für katholische Gottesdienste genutzt. 1902 wurde in der Gruft auch Adolph von Gemmingen beigesetzt, später noch die Töchter Ernestina (1841–1926) und Franziska (1860–1946). Im Lauf der Zeit kamen Gedenktafeln für alle Kinder des Paares hinzu.
Nach dem Bau der St.-Laurentius-Kirche in Fränkisch-Crumbach 1965 verlor die Sarolta-Kapelle ihre Bedeutung. Sie geriet in Vergessenheit und begann zu verfallen. Auch der Park geriet in Unordnung. Seit dem Jahr 2000 hat sich der Verein Crumbacher DenkMal! e.V. für den Erhalt des Bauwerks engagiert. 2001 sagten die Gemeinde und das Hessische Landesamt für Denkmalpflege finanzielle Unterstützung bei der Sanierung zu. Anschließend wurde die Kapelle umfassend saniert und wird heute vor allem für Hochzeiten und Taufen genutzt. Vor der Kapelle kamen einige für den Gottesdienst in Freiburg im Breisgau hergestellten Papstbänke vom Papst-Besuch 2011 zur Aufstellung.

## Beschreibung

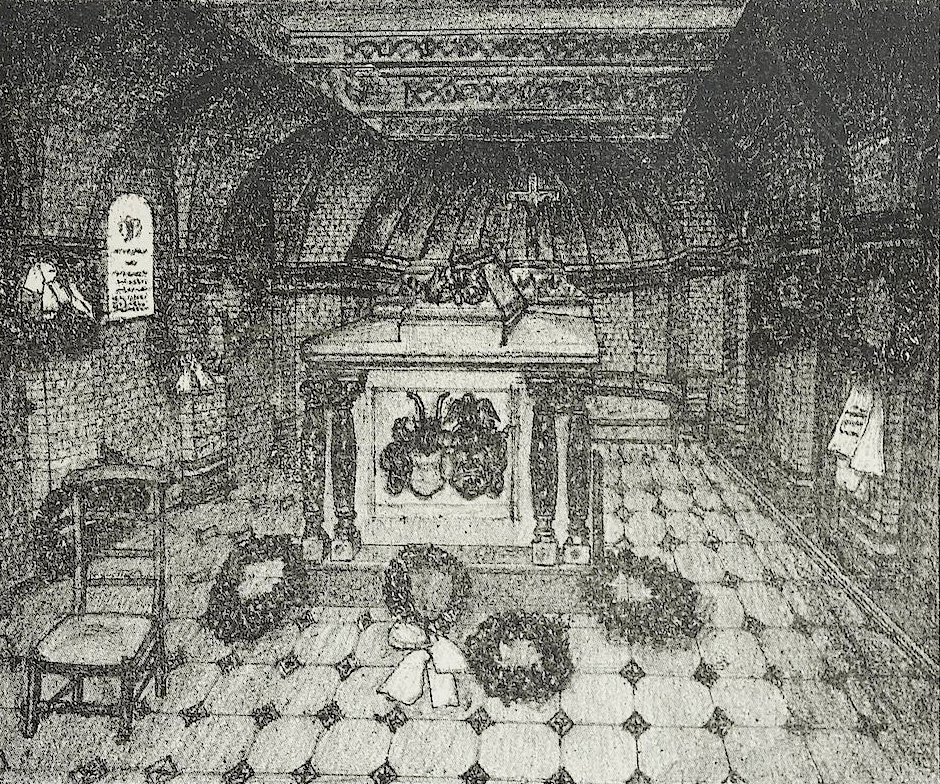
Gruft der Sarolta-Kapelle, Zeichnung um 1895

Die Kapelle ist in den Hang gebaut, so dass der Zugang zum Mausoleum ebenerdig liegt, während ein geschwungener Weg entlang des Hangs zur Kapelle im Obergeschoss führt. Das Gebäude hat eine Höhe von rund 11 Metern und ist von einem umlaufenden Graben umgeben, der die Feuchtigkeit des Hangs vom Gebäude fernhält. Die Grundfläche des Gebäudes beträgt 45 Quadratmeter.
Die Kapelle ist ein einschiffiger Bau mit Chor-Apsis, der von 29 hochliegenden und umlaufenden romanischen Fensterchen beleuchtet wird. Die Glasfenster sind mit Mustern bemalt. Das Mauerwerk ist durch farbige Terrakotta-Muster gestaltet. Der Chor und die Randbereiche des Bodens sind mit gemusterten Fliesen ausgelegt, während der Boden zur Raummitte hin verglast ist und den Blick auf das darunterliegende Mausoleum freigibt.
Das Mausoleum ist von einem achtfachen Kappengewölbe überspannt und wird durch das Oberlicht vom darüberliegenden Kapellenraum her erhellt. Das Gewölbe ruht auf Pfeilern aus hellgrün glasierten Majolikasteinen. In den Nischen zwischen den Pfeilern sind Gedenktafeln für die Kinder von Adolph und Sarolta angebracht. In der Mitte befindet sich der Sarkophag.
Die Decke des auf einem schwarzen Marmorsockel ruhenden Sarkophags der Gräfin aus weißem Carrara-Marmor wird von sechzehn Säulen aus rötlichem Tiroler Marmor gehalten. Der Sarkophag ist bildhauerisch mit einem aufliegenden Kreuz mit Blumenkranz sowie Lorbeer- und Palmzweig geschmückt. Die Kapitäle der Ecksäulen zeigen Pelikane, Schlangen, Kinder- und Frauengestalten. Am Fußende ist das Allianzwappen Gemmingen-Batthyány angebracht. Am Kopfende benennt eine Inschrift die Verstorbene. Der Sarkophag wurde vom Aschaffenburger Steinmetz Eduard Steiger angefertigt.